# Blanco y Negro Records
Blanco y Negro Records é uma gravadora subsidiária da WEA Records Ltd. no Reino Unido.